# Gammarus jenneri
Gammarus jenneri är en kräftdjursart som beskrevs av Bynum och Fox 1977. Gammarus jenneri ingår i släktet Gammarus och familjen Gammaridae. Inga underarter finns listade i Catalogue of Life.